# 崔儀 (天順進士)
崔儀（1432年—？），字文威，河南開封府鄭州滎陽縣人，明朝政治人物。進士出身。

## 生平
景泰四年（1453年）舉癸酉科河南鄉試第十九名。天順元年（1457年）中式丁丑科會試第五十五名，殿試登進士第三甲第四十二名。

## 家族
曾祖父崔元亨。祖父崔志讓。父亲崔獻，曾任知縣。